# Вероніка Тадж
Вероніка Тадж (фр. Véronique Tadjo, нар. 21 липня 1955, Париж ) — івуарійська поетеса, прозаїк та художниця, авторка книг для дітей. Пише французькою мовою.

## Життєпис
Дочка чиновника з Кот-д'Івуар і французької художниці та скульптора. Виросла у Абіджані, багато мандрувала разом з сім'єю. Закінчила Паризький університет, захистила дисертацію з афроамериканської літератури у Сорбонні. У 1983 році за програмою Фулбрайта вчилася у Говардському університеті у Вашингтоні. 
У 1979 році викладала англійську мову в ліцеї міста Короґо на півночі Кот-д'Івуару, читала лекції в Абіджанському університеті. Мешкала у Лагосі, Мехіко, Найробі, Лондоні. 
Нині мешкає у Йоганнесбурзі, де з 2007 року та викладає у Вітватерсрандському університеті.

## Твори
Поезія
- Latérite. Éditions Hatier, 1984 (фр. і англ. мовою: Red Earth - Latérite , Washington UP, 2006)
- A vol d'oiseau, Éditions Harmattan, 1986 (англ. мовою: As The Crow Flies , AWS Heinemann, 2001)
- A mi-chemin. Éditions Harmattan, 2000.

Романи
- Le Royaume aveugle. Éditions Harmattan, 1991 (англ. мовою: The Blind Kingdom , Ayebia Clarke Publishing, 2008)
- Champs de bataille et d'amour. Éditions Présence Africaine; Les Nouvelles Éditions Ivoiriennes, 1999.
- L'ombre d'Imana: Voyages jusqu'au bout du Rwanda, Actes Sud, 2000 (англ. мовою: The Shadow of Imana: Travels in the Heart of Rwanda, Heinemann AWS, 2002)
- Reine Pokou. Actes Sud, 2005 (англ. мовою: Queen Poku, Ayebia Clarke Publishing, 2009)
- Loin de mon père. Actes Sud 2010

## Визнання
Премія Агентства по культурному та технічного співробітництва (1983), премія ЮНІСЕФ (1993). Велика літературна премія Чорної Африки (2005). Її повість для дітей «Mamy Wata et le monstre» увійшла в список 100 кращих африканських книг ХХ століття.